# Leslie Carter
Leslie Barbara Carter (ur. 6 czerwca 1986 w Tampie na Florydzie, zm. 31 stycznia 2012 w Westfield w stanie Nowy Jork) – amerykańska piosenkarka, młodsza siostra wokalisty zespołu Backstreet Boys – Nicka Cartera oraz starsza siostra piosenkarza Aarona Cartera i modelki Angel Carter.
Urodziła się w Tampie na Florydzie jako trzecie z pięciorga dzieci Jane Elizabeth z domu Spaulding i Roberta Gene Cartera (ur. 23 września 1952). Poza Nickiem, Aaronem i Angel ma też siostrę Bobbie Jean „BJ” Carter. Jej rodzice rozwiedli się w 2003 r. Jej ojciec poślubił Ginger R. Elrod. Jej matka również ponownie wyszła za mąż.

## Kariera
Carter podpisała kontrakt płytowy z wytwórnią DreamWorks w 1999 r., i zaczęła nagrywać swój debiutancki album, który miał zostać wydany w czerwcu 2000, ale z powodów promocyjnych premiera została opóźniona. 13 stycznia 2001 r., miał premierę singiel „Like Wow!” – jej jedyna oficjalnie wydana płyta bo ostatecznie nigdy nie doszło do ukazania się albumu. Do singla został nagrany także teledysk. Piosenka z singla stała się przebojem trafiając na soundtracku do filmu Shrek, jak i w samym filmie przy napisach końcowych. Trafiła też na 99 miejsce US Billboard Hot 100 w 2001 r.
Premierę jej debiutanckiego albumu „Like Wow!” ustalono na 10 kwietnia 2001 r., jednakże, DreamWorks umorzył ją, w związku z szeregiem zgłoszonych problemów dotyczących wcześniej opublikowanego teledysku. Ostatecznie DreamWorks Records wycofał się z publikacji i wydanie albumu zostało odwołane. Album mimo wszystko wyciekł i jest teraz dostępny jako digital download. Promo wersja CD stała się również dostępna na rynku wtórnym
W 2008 r., Leslie Carter wyszła za mąż za Mike Ashtona i przeniosła się do Toronto, w Ontario w Kanadzie, gdzie urodziła córkę Alyssa Jane Ashton w 2011 r.

## Śmierć
Zmarła 31 stycznia 2012 r., w Westfield w wieku 25 lat. Oficjalnie przyczyny śmierci nie są znane, ale raport policji hrabstwa Chautauqua Count wspomina o przedawkowaniu leków na receptę olanzapiny, Cyclobenzaprine i alprazolamu (Xanax).